# Gillertjärnen (Lockne socken, Jämtland)
Gillertjärnen är en sjö i Östersunds kommun i Jämtland och ingår i Ljungans huvudavrinningsområde.